# São Pedro e São Paulo
São Pedro e São Paulo (en portuguès: arquipélago de São Pedro e São Paulo, antigament denominat Penedos de São Pedro e São Paulo) és un arxipèlag format per un conjunt de petites illes rocoses que se situen a la part central de l'oceà Atlàntic] equatorial, a 870 km de l'arxipèlag de Fernando de Noronha i 1.010 km de Natal en el litoral americà. Està adscrit a l'estat de Pernambuco. Les seves coordenades geogràfiques són 00° 55′ 08″ N, 29° 20′ 35″ O / 0.91889°N,29.34306°O.